# 109 f.Kr.

## Händelser

### Efter plats

#### Romerska republiken
- En romersk armé under Marcus Junius Silanus besegras av kimbrierna och teutonerna nära floden Rhône.

## Födda
- Spartacus, romersk slav och upprorsledare

## Avlidna
- Marcus Livius Drusus d.ä., romersk statsman